# 丸山泰嗣
丸山 泰嗣（まるやま たいじ、1979年5月24日 - ）は、福岡県出身の元プロ野球選手（内野手）。
現在は、東京ヤクルトスワローズの球団スタッフ(編成部スカウト)。

## 来歴・人物
中学まで投手、東福岡高で3年夏は4回戦で小椋真介がエースの福岡工大付高に敗れる。当時2年に村田修一・大野隆治、1年に田中賢介がいた。
武蔵大学では2部リーグ在籍ながら14本塁打を放ち、2001年度ドラフト会議にて千葉ロッテマリーンズから7巡目指名を受け、入団。
ロッテで同僚となった平井光親は小学校～高校の先輩にあたる。
2002年4月30日、対福岡ダイエーホークス戦でルーキーながら一軍公式戦初出場。
フレッシュオールスターゲームにも選出され、イースタンリーグの1番・セカンドとしてスタメン出場を果たす。
2004年シーズン途中、前田浩継との交換トレードで、田中充とともにヤクルトスワローズへ移籍（ちなみに前田は高校の先輩である）。
2007年まで移籍後の一軍出場がなく、遊撃手・二塁手・三塁手など内野の複数のポジションをこなす器用さから成長が期待されていたが、10月5日に戦力外通告を受け現役を引退。2008年より二軍サブマネージャー兼用具担当係としてチームに残った。
2010年から2014年は二軍マネージャー。
2015年からは真中満一軍監督の監督付広報となる。
現在は、同球団の編成部スカウトを務める。主に関東地区を担当し、清水昇、長岡秀樹、並木秀尊らの獲得に携わった。

## 詳細情報

### 年度別打撃成績
| 年 度     | 球 団     | 試 合 | 打 席 | 打 数 | 得 点 | 安 打 | 二 塁 打 | 三 塁 打 | 本 塁 打 | 塁 打 | 打 点 | 盗 塁 | 盗 塁 死 | 犠 打 | 犠 飛 | 四 球 | 敬 遠 | 死 球 | 三 振 | 併 殺 打 | 打 率 | 出 塁 率 | 長 打 率 | O P S |
| --------- | --------- | ----- | ----- | ----- | ----- | ----- | -------- | -------- | -------- | ----- | ----- | ----- | -------- | ----- | ----- | ----- | ----- | ----- | ----- | -------- | ----- | -------- | -------- | ----- |
| 2002      | ロッテ    | 5     | 3     | 3     | 1     | 0     | 0        | 0        | 0        | 0     | 0     | 0     | 0        | 0     | 0     | 0     | 0     | 0     | 1     | 0        | .000  | .000     | .000     | .000  |
| 通算：1年 | 通算：1年 | 5     | 3     | 3     | 1     | 0     | 0        | 0        | 0        | 0     | 0     | 0     | 0        | 0     | 0     | 0     | 0     | 0     | 1     | 0        | .000  | .000     | .000     | .000  |

### 記録
- 初出場：2002年4月30日、対福岡ダイエーホークス5回戦（千葉マリンスタジアム）、8回表に二塁手で出場
- 初打席：2002年5月4日、対西武ライオンズ6回戦（千葉マリンスタジアム）、7回裏に西口文也の前に三振

### 背番号
- 37 （2002年 - 2004年途中）
- 58 （2004年途中 - 2007年）